# Aivaras Stepukonis
Aivaras Stepukonis (* 1972 in der Litauischen SSR) ist ein litauischer Philosoph und Sänger. Er vertrat Litauen beim Eurovision Song Contest 2002 in Tallinn, Estland. Von 1998 bis 2001 war er Sänger der Gruppe Footprints. Danach startete er seine Solo-Karriere und brachte mehrere Alben heraus.

## Leben
Von 1983 bis 1986 lernte er an der 1. Musikschule in Kaunas und von 1987 bis 1991 am Kauno konservatorija (die Klarinette-Klasse). Von 1992 bis 1994 studierte er Philosophie und Theologie an der Franciscan University of Steubenville (Ohio, USA). Von 1995 bis 1998 absolvierte er das Masterstudium in Philosophie, Internationale Akademie für Philosophie (Schaan, Liechtenstein). Von 2001 bis 2005 promovierte er in Philosophie am Kultūros, filosofijos ir meno institutas in Vilnius.
Seit 2005 ist er Senior Science Fellow bei Institute for Lithuanian Cultural Studies. Seit 2007 ist er auch Direktor bei UAB „Kranto studijos“.

## Teilnahme am Eurovision Song Contest 2002
Stepukonis wurde Zweiter in der nationalen Vorentscheidung in Litauen. Da jedoch die Band B’Avarija vor dem Song Contest disqualifiziert wurde, konnte Stepukonis mit seinem Lied Happy you nach Tallinn fahren. Dort trat er als letzter Interpret, nach Marie N aus Lettland, an. Er erreichte einen vorletzten (23.) Platz mit 12 Punkten, sodass Litauen 2003 eine Zwangspause einlegen musste.

## Diskografie
Alben
- 2002: Aivaras
- 2005: Myliu arba tyliu
- 2005: Same Difference
- 2010: Sage & Fool